# Медаль «За выслугу лет в НСДАП»
Медаль «За выслугу лет в НСДАП» (нем. Dienstauszeichnung der NSDAP) — партийная награда НСДАП за выслугу лет. Учреждена по приказу Адольфа Гитлера 2 апреля 1939 года для награждения членов партии, прослуживших 10, 15, 25 лет, с добросовестным выполнением своих обязанностей.
Для получения награды было необходим стаж членства в НСДАП 10, 15 или 25 лет.
Степени:
- 1-я степень — За 25 лет службы в НСДАП
- 2-я степень — За 15 лет службы в НСДАП
- 3-я степень — За 10 лет службы в НСДАП

Учёт стажа:
В расчёт стажа не учитывалось членство в НСДАП до февраля 1925 года. Период с февраля 1925 года до 30 января 1933 года, считаемый «временем борьбы» (Kampfzeit), засчитывался вдвойне. Поскольку НСДАП просуществовала всего 20 лет (с февраля 1925 по май 1945 года), медаль первой степени (за 25 лет службы) могли получить лишь обладатели этого льготного стажа. 
Учитывался стаж для тех, кто ранее состоял в таких организациях как: СС, НСКК, НСФК, НСБО, ДАФ, Национал-социалистический союз студентов Германии, организаций молодежи НСДАП.